# 삼성 SM트럭
삼성 SM트럭은 1994년에 삼성상용차가 닛산 디젤 빅섬 베이스로 도입하여 출시한 대형 트럭 시리즈이다. 초기에는 삼성 알파벳 로고를 달고 있었으나, 이후 삼성 SM5가 출시된 것에 발맞추어 태풍의 눈 로고로 변경함과 동시에 그릴 부분을 둥글게 다듬었다. 2000년 삼성상용차의 파산으로 인해 단종되었다.

## 사용된 엔진
- 닛산디젤 RF8 - (340마력)
- 닛산디젤 RG8 - (360마력)

## 사용된 변속기
- 6단 수동변속기
- 10단 수동변속기
- 16단 수동변속기

## 경쟁 차종
- 현대 - 91A 대형트럭
- 기아 - 그랜토
- 대우 - 차세대 트럭
- 쌍용 - SY트럭